# Modena Football Club 1953-1954
Questa voce raccoglie le informazioni riguardanti il Modena Football Club nelle competizioni ufficiali della stagione 1953-1954.

## Rosa
| N. |                   | Ruolo | Calciatore           |
| -- | ----------------- | ----- | -------------------- |
|    | Italia (bandiera) | A     | Fabrizio Bartolini   |
|    | Italia (bandiera) | D     | Renato Braglia       |
|    | Italia (bandiera) | A     | Renato Brighenti     |
|    | Italia (bandiera) | A     | Basilio Cabas        |
|    | Italia (bandiera) | C     | Pietro Chiappin      |
|    | Italia (bandiera) | C     | Enzo De Giovanni     |
|    | Italia (bandiera) | P     | Marco D'Inca'        |
|    | Italia (bandiera) | C     | Antonio Giammarinaro |
|    | Italia (bandiera) | D     | Grossi Gianni        |
|    | Italia (bandiera) | C     | Eliseo Lodi          |

| N. |                   | Ruolo | Calciatore        |
| -- | ----------------- | ----- | ----------------- |
|    | Italia (bandiera) | A     | Benito Manzini    |
|    | Italia (bandiera) | D     | Franco Martinelli |
|    | Italia (bandiera) | A     | Mario Pallaoro    |
|    | Italia (bandiera) | P     | Luciano Panetti   |
|    | Italia (bandiera) | C     | Adelmo Ponzoni    |
|    | Italia (bandiera) | A     | Luigi Scarascia   |
|    | Italia (bandiera) | D     | Lino Sentimenti   |
|    | Italia (bandiera) | D     | Giuseppe Spezzani |
|    | Italia (bandiera) | D     | Enzo Zambarda     |

## Risultati

### Campionato

#### Girone di andata
| 13 settembre 1953 1ª giornata | Verona | 1 – 0 | Modena |  |

| 20 settembre 1953 2ª giornata | Monza | 2 – 2 | Modena |  |

| 27 settembre 1953 3ª giornata | Modena | 0 – 0 | Treviso |  |

| 4 ottobre 1953 4ª giornata | Modena | 1 – 2 | Brescia |  |

| 11 ottobre 1953 5ª giornata | Padova | 0 – 0 | Modena |  |

| 18 ottobre 1953 6ª giornata | Modena | 2 – 2 | Pavia |  |

| 8 novembre 1987 7ª giornata | Messina | 0 – 0 | Modena |  |

| 1º novembre 1953 8ª giornata | Catania | 1 – 0 | Modena |  |

| 21 settembre 1947 9ª giornata | Modena | 3 – 0 | Alessandria |  |

| 22 novembre 1953 10ª giornata | Lanerossi Vicenza | 2 – 2 | Modena |  |

| 29 novembre 1953 11ª giornata | Modena | 2 – 1 | Pro Patria |  |

| 6 dicembre 1953 12ª giornata | Marzotto Valdagno | 0 – 0 | Modena |  |

| 20 dicembre 1953 13ª giornata | Modena | 0 – 0 | Como |  |

| 27 dicembre 1953 14ª giornata | Piombino | 1 – 0 | Modena |  |

| 1º gennaio 1947 15ª giornata | Modena | 1 – 1 | Cagliari |  |

| 10 gennaio 1954 16ª giornata | Modena | 2 – 0 | Salernitana |  |

| 17 gennaio 1954 17ª giornata | Fanfulla | 0 – 2 | Modena |  |

#### Girone di ritorno
| 31 gennaio 1954 18ª giornata | Modena | 4 – 1 | Verona |  |

| 7 febbraio 1954 19ª giornata | Modena | 2 – 0 | Monza |  |

| 14 febbraio 1954 20ª giornata | Treviso | 1 – 0 | Modena |  |

| 21 febbraio 1954 21ª giornata | Brescia | 1 – 1 | Modena |  |

| 28 febbraio 1954 22ª giornata | Modena | 1 – 1 | Padova |  |

| 7 marzo 1954 23ª giornata | Pavia | 3 – 2 | Modena |  |

| 14 marzo 1954 24ª giornata | Modena | 0 – 0 | Messina |  |

| 21 marzo 1954 25ª giornata | Modena | 1 – 0 | Catania |  |

| 28 marzo 1954 26ª giornata | Alessandria | 4 – 2 | Modena |  |

| 4 aprile 1954 27ª giornata | Modena | 2 – 1 | Lanerossi Vicenza |  |

| 18 aprile 1954 28ª giornata | Pro Patria | 2 – 0 | Modena |  |

| 25 aprile 1954 29ª giornata | Modena | 0 – 1 | Marzotto Valdagno |  |

| 2 maggio 1954 30ª giornata | Como | 2 – 0 | Modena |  |

| 9 maggio 1954 31ª giornata | Modena | 0 – 1 | Piombino |  |

| 16 maggio 1954 32ª giornata | Cagliari | 3 – 1 | Modena |  |

| 23 maggio 1954 33ª giornata | Salernitana | 1 – 2 | Modena |  |

| 30 maggio 1954 34ª giornata | Modena | 0 – 2 | Fanfulla |  |

## Statistiche

### Statistiche di squadra
| Competizione | Punti | In casa | In casa | In casa | In casa | In casa | In casa | In trasferta | In trasferta | In trasferta | In trasferta | In trasferta | In trasferta | Totale | Totale | Totale | Totale | Totale | Totale | DR |
| Competizione | Punti | G       | V       | N       | P       | Gf      | Gs      | G            | V            | N            | P            | Gf           | Gs           | G      | V      | N      | P      | Gf     | Gs     | DR |
| ------------ | ----- | ------- | ------- | ------- | ------- | ------- | ------- | ------------ | ------------ | ------------ | ------------ | ------------ | ------------ | ------ | ------ | ------ | ------ | ------ | ------ | -- |
| Serie B      | 30    | 17      | 7       | 6       | 4       | 21      | 13      | 17           | 2            | 6            | 9            | 14           | 24           | 34     | 9      | 12     | 13     | 35     | 37     | -2 |

### Statistiche dei giocatori
| Giocatore       | Serie B  | Serie B |
| Giocatore       | Presenze | Reti    |
| --------------- | -------- | ------- |
| F. Bartolini    | 11       | 0       |
| R. Braglia      | 34       | 0       |
| R. Brighenti    | 9        | 3       |
| B. Cabas        | 22       | 7       |
| P. Chiappin     | 34       | 0       |
| E. De Giovanni  | 25       | 0       |
| M. D'Inca'      | -        | -       |
| A. Giammarinaro | 30       | 5       |
| G. Grossi       | 3        | 0       |
| E. Lodi         | 30       | 2       |
| B. Manzini      | 2        | 0       |
| F. Martinelli   | 23       | 0       |
| M. Pallaoro     | 27       | 4       |
| L. Panetti      | 34       | -37     |
| A. Ponzoni      | 6        | 1       |
| L. Scarascia    | 31       | 8       |
| L. Sentimenti   | 32       | 5       |
| G. Spezzani     | 12       | 0       |
| E. Zambarda     | 9        | 0       |